# پی‌کی‌پی کارگو
پی‌کی‌پی کارگو (انگلیسی: PKP Cargo) شرکت ترابری ریلی لهستانی است، که در سال ۲۰۰۱ تأسیس شد.